# Nimiq 2
O Nimiq 2 (também chamado de Telesat-DTH 2) é um satélite de comunicação geoestacionário canadense da série Nimiq construído pela Lockheed Martin, ele está localizado na posição orbital de 109 graus de longitude oeste e é administrado pela Telesat Canada, com sede em Ottawa no Canadá. O satélite foi baseado na plataforma A2100AX e sua expectativa de vida útil é de 12 anos.

## Lançamento
O satélite foi lançado com sucesso ao espaço no dia 29 de dezembro de 2002, por meio de um veículo Proton-K/Briz-M a partir do Cosmódromo de Baikonur, no Cazaquistão. Ele tinha uma massa de lançamento de 3.600 kg.

## Capacidade
O  Nimiq 2 é equipado com 32 transponders em banda Ku e dois em banda Ka para radiodifusão televisiva. Ele tem largura de banda adicional para fornecer HDTV e aplicações interativas de televisão. Em 20 de fevereiro de 2003,  O satélite sofreu uma falha parcial de energia e, por isso, só podem ser usados 26 dos seus 32 transponders em banda Ku.